# Horaci Chauvet
Horaci Chauvet (Perpinyà, 1873 - Perpinyà, 1962) va ser un escriptor, historiador, periodista i polític rossellonès.

## Biografia
La seva família paterna procedia de la Roca d'Albera (el seu avi Jean Chaubet i el germanastre d'aquest, Joseph, n'havien estat alcaldes) i la materna de Sant Llorenç de la Salanca. Va ser un estudiant excel·lent; cursà estudis clàssics al Collège de Perpinyà (ensenyament secundari). Es decantà per l'exercici del periodisme: el 1892 començà a publicar al diari socialista radical perpinyanenc La Démocratie, i dos anys més tard començà a fer-ho a L'Indépendant des Pyrénées-Orientales, aleshores un periòdic molt més modest del que seria en el futur, i al qual servaria fidelitat la resta de la seva vida. A les planes d'aquest diari, Chauvet i Pierre Vidal, bibliotecari municipal de Perpinyà, proposaren que la ciutat celebrés el centenari del Passeig dels Plàtans:
| «             | On dit que la nature est un radieux livre d'images. En Roussillon, ce livre est une édition de luxe superbe, et la promenade des Platanes y figure en bonne place (avec ses voisins le Square, ce coin plein de charme et les jardins délicieux de Saint-Jacques). Célébrons donc leur centenaire comme on célèbre, ailleurs, au son des fifres, la fête des arbres... | » |
| — H. Chauvet. | |   |

Amb un grupet d'amics apassionats per la llengua i la cultura catalanes (Enric Aragon, Pau Berga, Josep Bonafont, Edmond Brazès, Francesc Francis, Carles Grandó) creà el 1921, i la va presidir el 1924, la Colla del Rosselló, el fons documental de la qual -en la seva totalitat o una part important- es conserva a la Societat agrícola, científica i literària dels Pirineus Orientals.
La seva dedicació a la política començà el 1904, quan fou elegit regidor de la capital del Rosselló en la llista d'Eugène Sauvy (batlle entre 1904 i 1907). Posteriorment va ser adjunt al batlle el 1907 i, amb el batlle Léon Nérel, primer adjunt el 1911. Es mantingué en el consell municipal en successives reeleccions fins al 1929, sempre vinculat políticament a Emmanuel Brousse. El 1929 va ser elegit conseller general del cantó Oest de Perpinyà (desaparegut des del 1973, quan va ser desmembrat en diversos cantons nous), i romangué en el càrrec fins que per raons familiars i professionals es traslladà a París, on continuà amb la seva carrera periodística.
Com a escriptor, Chauvet va ser autor de poesies en català i publicà llibres de folklore i història en francès. Col·laborà a les revistes La Renaissance Catalane (1918 - 1920), La Tramontane (1917 - 1975), Reflets du Roussillon (1954 - 1971) i Cerca . Dirigí la revista "La Veu del Canigó" (des del 1910) i l'"Almanac Català-rossellonès de la Veu del Canigó" (1921-1923). En la seva estada a París, i juntament amb dos titulats de l'Escola Politècnica, els generals Blanc i Besse creà a París l'associació "Les Amis d'Arago", dedicada al savi d'Estagell. L'associació publicà dos llibres d'en Chauvet, François Aragon, la plus noble figure des années 1830 à 1848, son apostolat scientifique, son culte mystique de la démocratie (1954) i François Aragon et son temps (1952).
Perpinyà li dedicà un carrer. Un fill seu, Lluís Chauvet (Perpinyà, 1906 - Menocourt, Illa de França, 1981), va ser escriptor, crític cinematogràfic i periodista. Un altre, René Chauvet (Perpinyà, 1900 - Perpinyà, 1984), va ser polític i alcalde de Naüja.

## Obres
- Carnets de route de Jean-Paul, précédés d'une étude sur Jules Escarguel, journaliste Perpignan: impr. de l'Indépendant, 1931
- Charmes du Roussillon 1933 (molt il·lustrat, amb dibuixos de Bassouls-Dumayne, Paul Balmigère, Pierre Brune, Marcel Delaris, Camille Descossy, Henri Escarra, Andreu Fons-Godaill, Grim, Adrien Hamon, Charles Lafay, Aristides Maillol, Edouard Mas, Josep Morell, Ronné, François Salvat, Raimon Sudre, Esteve Terrús, André Vidal , Gustau Violet, R. de Viaris de Lesegno, Martí Vivès, Mario Vivès i G. Viscos)
- Couleurs du Vallespir, ses sites poétiques et son folklore, ses eaux vives et ses eaux chaudes Perpignan: Impr. du Midi, 1958
- Le désenchantement populaire en Catalogne, article a Revue hebdomadaire 46 année, num. 14 (3-IV-1937) p. 9-28
- Folk-lore catalan. Légendes du Roussillon Paris: J. Maisonneuve, 1899
  - Horace Chauvet; ed. i il. Philippe Blanc Folk-lore catalan Perpignan: P. Blanc, 1988 (2a edició; amb els textos en català i en francès acarats)
- Folklore du Roussillon Perpignan: Impr. du Midi, 1943
- François Aragon et son temps Paris: les Amis de François Arago, 1954
- François Aragon, la plus noble figure des années 1830 à 1848, son apostolat scientifique, son culte mystique de la démocratie Paris: les Amis de François Arago, 1952
- Histoire du parti républicain dans les Pyrénées Orientales (1830-1877) d'après les documents et des souvenirs inédits Perpignan: L'Indépendant, 1909
- Histoire du Roussillon des origines à nos jours Perpignan: Imp. du Midi, 1952
- Légendes du Roussillon Paris: Librairie J. Maisonneuve; Perpignan: Imprimerie-Librairie de l'Indépendant, 1899
- Les Monuments de Perpignan, le Palais des rois de Majorque, la Loge de mer, le Castillet et ses geôles et autres édifices médiévaux Perpignan: Impr. du Midi, 1959
- La Politique roussillonnaise de 1870 à nos jours Perpignan: Impr. de l'Indépendant, 1934
- Le Problème de la Langue Roussillonnaise
- Tochs de guerra Perpignan: Barrière, 1916
- Traditions populaires du Roussillon Perpignan: Impr. du Midi, 1947
- L'Unité nationale. Pages peu connues de l'histoire de France se rapportant au Roussillon Perpignan: Impr. de l'Indépendant des Pyrénées-Orientales, 1942
- Le Vieux Perpignan: remparts disparus Perpignan: L'Independant, 1911

### Revistes
- Almanach Català Rossellonès (1950)
- La Veu del Canigó, gazette roussillonnaise bi-hebdomadaire illustrée Perpignan : Impr. spéciale de la Veu del Canigó, 1910-1914. Quinzenal, 1r número, 5 novembre 1910